# Великое Западное Государство
Великое Западное Государство (кит. трад. 大西國, упр. 大西国, пиньинь Dàxīguó, палл. Да Си Го) — короткоживущее государственное образование, существовавшее в юго-западном Китае в 1644—1647 годах на закате империи Мин.

## История
В 1628 году в Китае началась крестьянская война. В 1644 году один из лидеров повстанцев — Чжан Сяньчжун — завоевал провинцию Сычуань, и 16 августа провозгласил себя императором Великого Западного Государства с девизом правления «Дашунь» (大顺).  Война сопровождалась большими жертвами. Столица провинции город Чэнду был переименован в Сицзин («Столица Запада»). Минская империя раскалывалась, в том же 1644 году Ли Цзычэн провозгласил основание империи Шунь и вступил на трон в городе Сиань.
Однако на юге провинции бывшие чиновники, богатые шэньши и землевладельцы остались верными империи Мин и не сложили оружия. Ими было создано сильное войско — шесть воинских формирований из бывших минских солдат и дружин, опиравшихся на деревенскую самооборону. В боях с ними армия Чжан Сяньчжуна потерпела поражение; повстанцы оставили Чэнду и отступили на северо-восток Сычуани, намереваясь прорваться в провинцию Шэньси для борьбы с маньчжурами.
Зимой 1646 года маньчжурский князь-регент Доргонь направил на завоевание Сычуани сильное войско во главе с сыном императора Абахая бэйлэ Хаогэ. На сторону империи Цин перешёл один из повстанческих вождей — Ли Цзиньчжун. В январе 1647 года повстанцы были разбиты цинскими войсками, а Чжан Сяньчжун погиб.
После смерти Чжан Сяньчжуна повстанцев возглавил его приёмный сын Сунь Кэван. С большим трудом форсировав Янцзы у Чунцина, повстанцы ушли в провинцию Гуйчжоу. Там они признали власть империи Южная Мин, и на её стороне включились в борьбу с маньчжурами.